# 闭锁综合征
闭锁综合征（Locked-in syndrome (LIS), pseudocoma）是指患者虽然意识清醒，但却由于全身随意肌（除眼睛外）全部瘫痪，导致患者不能活动、不能自主说话的一种综合征。如果患者眼睛也瘫痪，则被称为完全性闭锁综合征 (Total locked-in syndrome, Completely locked-in state (CLIS))，它是闭锁综合征的一种特殊形式。闭锁综合征是在1966年由美国神经学家弗雷德·普拉姆（Fred Plum）和杰罗姆·波斯纳（Jerome Posner）首先提出。闭锁综合征有时也被称为脑延脊髓中断（cerebromedullospinal disconnection）、去传出状态（de-efferented state）、假性昏迷（pseudocoma）、脑桥腹外侧综合征（ventral pontine syndrome）或基督山综合征（Monte-Cristo syndrome）。

## 表现
闭锁综合征通常会导致患者四肢瘫痪并且无法说话，但个人的认知意识完整。闭锁综合征患者可以通过经常不受瘫痪影响的眼睛传递编码的消息（如眨眼、移动眼球等）与他人沟通。这种症状表现也和睡眠瘫痪症类似。闭锁综合征患者的意识清醒，认知功能也没有任何损失，有时可以保留整个身体的本体感觉和知觉。部分患者能够活动某些面部肌肉，最常见的是活动部分或全部眼部肌肉。但他们在呼吸和发音之间缺乏协调能力，使得患者即使在声带没有瘫痪的情况下也无法自主发出声音。

## 病因
和大脑皮层功能损害、皮质下功能保留的植物人不同，闭锁综合征患者的病变部位一般位于脑干的特定部位，大脑半球没有损害。
闭锁综合征的常见病因包括：
- 创伤性脑损伤；
- 循环系统疾病；
- 过量服药；

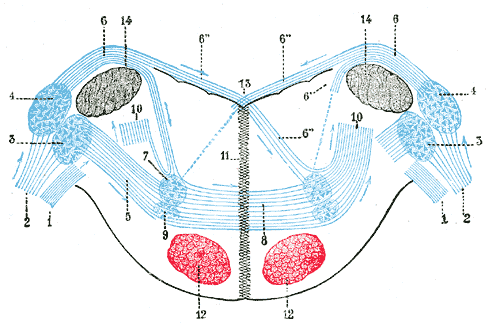
儿童闭锁综合征通常是由于腹侧脑桥血管阻塞而引起的

- 由某些疾病（低钠血症过速扭转导致继发的脑桥中央髓鞘溶解症（英语：Central pontine myelinolysis））引起神经细胞损伤，尤其是髓鞘的破坏；
- 脑血管（通常是基底动脉）阻塞或破裂出血；
- 被蛇咬伤（印度金环蛇）。

## 治疗
闭锁综合征没有标准的治疗方法，也没有可以完全治愈的方法。电极刺激肌肉反射可用来帮助患者恢复一些肌肉功能。其他的治疗方法往往都只是对症治疗。辅助计算机界面技术通过对患者眼球活动的追踪可以用来帮助患者和外人沟通。未来可以通过直接的大脑连接机制提供新的交流手段。以色列科学家报告他们已经开发出一种新的技术，帮助患者通过鼻子的嗅探功能和外人进行沟通。

## 预后
闭锁综合征预后差，患者运动功能显著恢复的情况非常罕见。大多数闭锁综合征患者运动控制无法恢复，但可以通过仪器设备帮助患者进行沟通。在闭锁综合征发病后的前四个月，患者病死率高达90％。但也有少数人可以生存很长一段时间。

## 研究
2017年BBC報道有科學家已成功利用可以識別人腦訊號的電腦與完全性閉鎖綜合症患者溝通，讓患者可以對一些可以用「是」或「否」回答的問題表達自己的選擇，現時以該技術識別患者回答的準確率約為75%。

## 知名患者
- 让-多米尼克·鲍比（Jean-Dominique Bauby）：巴黎法國時尚雜誌Elle的總編輯。1995年12月8日中风，20天后苏醒時，发现他的身体几乎完全瘫痪，只能控制自己的左眼皮，通过眨眼和外人交流。他用了两個月的时间完成回忆录《潜水钟与蝴蝶》（Le Scaphandre et le papillon），整本书通过一名记录者按顺序念出法语字母表，鲍比用眨眼来选择需要的字母来完成。1997年3月《潜水钟与蝴蝶》出版，三天后，鲍比死于肺炎[16]。2007年，《潜水钟与蝴蝶》被改编为同名电影。此外，鲍比还对法国闭锁综合征协会的成立有协助作用[17]。

- 朱莉娅·塔瓦拉罗（德语：Julia Tavalaro）：1966年，年仅32岁的塔瓦拉罗遭受两次中风和脑出血，被送往纽约罗斯福岛的金水纪念医院。六年间，她一直被认为是植物人，直到1972年，她的家庭成员发现她在听到一个笑话后试图微笑。言语治疗师艾琳娜·卡拉特（Arlene Kratt）发现她的眼球可以运动。卡拉特和另外一个治疗师乔伊斯·萨巴利（Joyce Sabari）最终提供证据说服医生塔瓦拉罗是闭锁综合征患者而非植物人。通过学习眨眼回应字母板上被指出的字母进行沟通后，塔瓦拉罗成为一名诗人和作家。最终，她获得能足够移动她头部的力量，并通过她的脸颊触摸开关来操作机动轮椅和电脑。1995年《洛杉矶时报》刊登了她的经历，也让她获得很高的知名度。2003年，68岁的塔瓦拉罗去世[14][18]。

## 流行文化
- 法国大文豪大仲马的经典冒险小说中，检察官韦尔福的父亲诺瓦蒂埃·德·韦尔福被描述为只能通过眼睛的活动来和外界交流，可能是闭锁综合征的患者。闭锁综合征也因此有时候会被称为基督山综合征[7]。

- 法国作家埃米尔·左拉的小说《红杏出墙》（Thérèse Raquin）中，女主角苔丽丝·拉甘的姨妈拉甘夫人是闭锁综合征的患者。

- 日本轻小说《异世界药局》中，主角法马·梅德西斯在小说正传最后成为闭锁综合征患者，病因为脑桥腹侧受损。

## 延伸閲讀
- Piotr Kniecicki (2014). An Art of Graceful Dying. Lukasz Swiderski ISBN 978-0-9928486-0-6 (Autobiography, written while residual wrist movements and specially adapted computer)

## 外部連結
- Man who couldn't talk or move for 8 years 'wakes up' 20 minutes after docs gave him sleeping drug （页面存档备份，存于）

template:Cerebral palsy and other paralytic syndromes
template:Lesions of spinal cord and brainstem